# 兆麟街道 (哈尔滨市)
兆麟街道是中国黑龙江省哈尔滨市道里区下辖的一个街道办事处，位于道里区、南岗区和道外区三区交汇点，街道下辖4个社区。

## 行政区划
兆麟街道下辖4个社区：
省报社社区、索菲亚社区、柳树社区和森林社区。